# Neutron Star Collision (Love is Forever)
«Neutron Star Collision (Love Is Forever)» es una canción de la banda de rock alternativo Muse. La canción no está incluida en ningún álbum de la banda, sino que forma parte de la banda sonora de la película The Twilight Saga: Eclipse.

## Composición
La canción fue escrita por Matt Bellamy tras su ruptura con su novia de entonces, Gaia Polloni. No obstante, esta no fue incluida en el álbum «The Resistance», pues la banda consideró que no encajaba con el resto de canciones. Se cree que la outro de piano se origina en 2003, pues Bellamy la solía tocar como introducción a «Sunburn». Bellamy también tocó esa parte de piano durante una entrevista en Abbey Road en 2006.
La canción fue grabada en abril de 2010 y se anunció por medio de la página oficial de Stephenie Meyer, la autora de la saga. La canción debutó en la radio por medio de la BBC Radio 1 el 17 de mayo de 2010, durante el show de Zane Lowe, acompañado por una entrevista con Matt Bellamy. Bellamy explicó: «En realidad la canción fue escrita, bueno, no quiero desanimar a nadie, cuando terminé con mi novia hace unos 8 meses más o menos, y prácticamente escribí esa canción inmediatamente después de eso. Fue como si la canción estuviera reflejando ese momento en el que te involucras con alguien por primera vez y todo parece que va a durar para siempre, y es un poco como, uh, un poco como un sentimiento de amor verdadero, supongo, pero para mí, cuando escribí esa canción, fue bastante intenso porque era como un recuerdo de cómo solía ser, ¿sabes? Como cuando solías pensar de esa manera, pero ahora, obviamente, es lo contrario a eso cuando terminas la relación. Así que cuando estoy cantando esa canción, estoy un poco desde esa perspectiva realmente. Entonces, esa canción estaba dando vueltas desde hace unos 8 meses y pensé que probablemente estaría en otro álbum en el futuro, pero pasaría mucho tiempo hasta que pudiéramos hacer eso, y luego, obviamente, estos de Eclipse, la gente de Crepúsculo, nos contactaron y estaban muy interesados en obtener una canción para la película y simplemente pensé '¿por qué no?' ¿Sabes? Podría simplemente lanzarla y sacarla porque probablemente la canción esté representando un período difícil de mi vida y para cuando lleguemos al próximo álbum, podría no ser relevante porque mi vida podría haber cambiado o haber avanzado o algo así.»

## Vídeo musical
En el vídeo se muestra  a la banda tocando en un lugar parecido a un set, rodeado de pantallas gigantes donde se muestran clips de la película de «Crepúsculo: Eclipse». El vídeo fue estrenado el 20 de mayo de 2010.

## Eclipse
Según Bellamy, Muse conoció a Meyer en 2003, antes de que fuera famosa. Ella era muy fan de la banda. De hecho, Meyer menciona a Muse como inspiración en la novela «Luna Nueva»: “Y, por último, gracias a los talentosos músicos que me inspiran, especialmente a la banda Muse. Hay emociones, escenas y hilos argumentales en esta novela que nacieron de canciones de Muse y no existirían sin su genialidad.” También en «Eclipse»: “Estoy en deuda con vosotros, dioses del rock de Muse, por otro álbum inspirador. Gracias por seguir creando mi música para escribir favorita”. Y en su libro final, «Breaking Dawn»: “Y también gracias a mi banda favorita, la muy acertadamente nombrada Muse, por proporcionar una inspiración que vale por toda una saga.”.
Cuando la saga saltó a la gran pantalla en 2008, la directora Catherine Hardwicke dijo que quería que Muse escribiera una canción para la banda sonora, o incluir alguna de sus canciones en la película. En julio de ese mismo año, Hardwicke confirmó en Comic Con que Muse estaría en la banda sonora. Las canciones incluidas serían «Supermassive Black Hole» de «Black Holes and Revelations», «I Belong To You» de «The Resistance», y »Neutron Star Collision (Love Is Forever)«, de nueva creación.
Muse recibieron muchas críticas por parte de sus fanes por ceder su música a esta saga y porque consideraban que la canción era "cursi". Chris Wolstenholme declaró que se sentían un poco "como si hubiésemos vendido nuestra alma".

## Lista de canciones
La canción fue escrita por Matthew Bellamy.
Descarga digital
1. «Neutron Star Collision (Love Is Forever)» – 3:50